# 狄道の戦い
狄道の戦い（てきどうのたたかい）は、中国の三国時代、蜀（蜀漢）と魏による狄道（現在の甘粛省定西市臨洮県）及びその周辺での戦い。254年と255年に2度行われた。

## 前史
253年の2月、北伐の慎重派であった蜀の大将軍費禕は、魏の降将である郭循によって刺殺された。そのため、北伐推進派であった蜀の衛将軍姜維は、自ら大軍の指揮を執れるようになった。
同年、呉の諸葛恪が合肥新城を攻撃するにあたり、姜維にも出撃を持ち掛けたため、姜維は武都より出撃して南安を包囲したが、陳泰らが救援に来たうえ兵糧が尽きたため撤退した。
254年、魏の狄道県の李簡が密かに降伏を願い出た。蜀の人々は疑いを持ったが、張嶷は本音であると見抜き、それに同意した姜維は夏6月、張嶷らを引き連れ再度の北伐を行った。

## 戦いの経過
姜維が出撃し、狄道県に到達すると李簡は城を開けて官民と共に迎え入れ、軍資を提供した。姜維はこの軍資を頼みとした。
魏では許昌に駐屯していた司馬昭を姜維征伐のために召還し、征西将軍に任じて長安に向かわせるとともに、討蜀護軍の徐質に姜維迎撃に向かわせた。
徐質は張嶷の軍と交戦して勝利し、張嶷を討ち取った。この頃張嶷は麻痺症の病気に病み、杖無しに起き上がれない状態だったが、よく奮闘し、徐質に自軍に倍する被害を与えたという。
張嶷との戦いで打撃を受けた徐質は襄武にて姜維の包囲を受けて敗北し、戦没した。
姜維は勝ちに乗じて多数の敵兵を降伏させると、狄道に軍を返して攻撃することを宣伝した。
陳泰はこれを受けて狄道に出撃しようとしたが、司馬昭は「攻め入るならば攻撃を他者に知らせたりはしない。今声を揚げて出撃をすると言っているのは、実際には帰還するつもりだからだ」と言って止めた。
その言葉通り、冬になると姜維は陥落させた河関・狄道・臨洮の三県の住民を蜀に連行して帰還した。

## 狄道の戦い（第二戦役）
255年夏、姜維は前年の勝利に続き、車騎将軍の夏侯覇と鎮南大将軍の張翼を率いて再度の北伐を行った。この際、国家の弱小と民衆の労苦を理由に張翼に反対されたが、姜維は聞き入れなかった。
魏では郭淮が逝去し、陳泰が征西将軍・仮節・都督雍涼諸軍事に昇進し、隴西の守りについた。

### 洮西の戦い
魏の雍州刺史王経は、姜維達は祁山・石営・金城の三つに向かおうとしているから、それぞれを三つの軍で迎撃することを進言した。
陳泰は蜀軍が三つの街道全てを進む勢いは無く、また兵力の拡散を防ぐべきだと考えた。そこで王経に狄道へ向かうことを指示し、陳泰との合流を待つように指示した。
ところが、王経の軍は古関で姜維の軍数万と偶然鉢合わせし、洮水の西で合戦して大敗北を喫した。
王経の軍は洮水を渡って逃げたが、水に落ちて死ぬものも多く、その死者は数万に上った。
王経は敗残兵1万余と共に狄道城に逃げ込み、その他の兵は散り散りとなった。
陳泰は王経が狄道を占拠して固めていないことから別の変事が起こると判断し、五軍営の兵をすべて派遣し先行させ、陳泰は諸軍を率いてそれに続いたが、すでに王経は敗れた後だった。
姜維は更に進撃して狄道城を包囲しようとしたが、張翼は「この大殊勲に傷をつけないまま撤退すべき」と主張した。しかし姜維はこれを拒否して城を包囲した。

### 狄道包囲戦
陳泰は上邽に軍を駐屯させ、兵を分けて要所を守らせると、自身は昼夜問わず進軍した。鄧艾・胡奮・王秘らの援軍も到着したので、それぞれに兵を分けて三軍とし、共に進撃して隴西へたどり着いた。
さらに魏軍は大尉の司馬孚を援軍として送り陳泰の後続部隊とした。
鄧艾らは「王経の精鋭を撃破したため、姜維の軍は大いに士気が上がり勢いづいており、将軍の兵は敗戦の報を受けて挫けております。ここは少を捨てて大を取るべきです。狄道は守っていないというわけではないし、姜維は勢いがあるので当たるべきではなく、要害の地を守って敵の隙をうかがい衰えるのを待ち、その後進軍し救助すべきです」と主張した。
しかし陳泰は「もし姜維が戦勝による武威を示しつつ更に東進し、櫟陽の穀物を奪い、兵を放って降伏者を収容し、羌族を味方につけ、四郡（隴西・天水・南安・略陽）に檄文を飛ばせば、確かに我が方の脅威となる。ところが、姜維は城攻めを行ない、堅固な城の下でとん挫し、兵卒は鋭気を挫かれている。攻守の形成が変ったのだ。姜維の策略も早急に用意できると言う物ではなく、本拠地が遠く離れているので補給線にも不安がある。今こそ攻める時だ。姜維は洮水の内側にいるため、我々が今高所に上り、有利な地形を占拠すれば必ず逃走する。」と言って退けた。
陳泰は、軍が見つからぬよう密やかに進軍させ、夜に狄道城の東南にある山へ到達した。魏軍は一斉に烽火を上げ、太鼓と角笛を鳴らして援軍の到着を知らせた。
これにより狄道城の将兵の士気が大いに上がり、逆に大軍が集結してから出発すると考えていた蜀軍は援軍の予想以上の速さに驚き狼狽した。
陳泰は、ここに来るまでの山道が深く険しかったので、姜維は必ず伏兵を設けていると考え、一部の兵に南道を通るふりをさせ、本隊は間道よりひそかに進軍した。姜維は予期どおり三日の間、南道に伏兵を置いていた。
姜維は突如陳泰の軍が南に現われたという報を受けると、山によりそいながら陳泰に突撃した。伏兵で兵が分散していたこともあり、姜維は陳泰の軍を撃退できずに引き退いた。陳泰は金城を通って南に向かい沃干阪に到達した。
陳泰は王経と秘かに情報を交換し、共に連携を取って姜維の帰路を断つことにした。姜維らはそれを聞くと城の攻略を諦め全軍を撤退させたため、城中の将兵は外に出ることができた。
姜維が撤退した後、王経は陳泰に「食料が既に十日分も無く、援軍が遅れていたら、狄道城だけでなく一州全てが失われていたでしょう」と語った。
最初洮西で王経が敗北した時、多くの人は王経に城を守る力はなく、姜維がもし涼州への道を遮断し、隴西四郡の人民や蛮民を合わせ、要害を占拠すれば、王経軍を全滅させて隴西を攻略するであろうから、大軍の集結を待ってから出発すべきと考えた。
しかし陳泰は、王経配下の将兵は結束が強く城を固守する力を十分持っていると判断し、夜も昼も行軍して早急に狄道城に救援に向かう旨の上奏文を奉った。
司馬昭は「諸葛亮が昔これと同じことを考えていたが、結局実現できなかった。事は大きく遠大で、姜維の担える仕事ではない。それに城はすぐ落ちるものではないが、食料が少ないのは問題である。集結を待たず城に急行した征西将軍（陳泰）の判断は正しかった」と、その行動を称えた。

## 後史
陳泰は一方面で事変が起こると噂だけで天下を揺り動かす事態になると考え、手軽に事件を報告できるよう、駅伝を使って文書を送ることを提案した。
司馬昭は荀顗に、「玄伯（陳泰）は沈着勇武、決断力がある。
重任を担い、今にも陥落しそうな城を救援しながら、兵力増強を要請せずまた簡便な方法で事件の報告をすることを願ったのは、必ず賊を処理できるからである。都督や大将とはこうでなければいけない」と語った。
一方で、涼州を失いかねない大敗だけに魏の傷も大きかった。
新たに安西将軍・仮節・領護東羌校尉となった鄧艾は「洮西での敗北は小さな失敗ではない。軍が破れ将が殺され、米倉が空となって住民が離散して流浪し、隴西はほとんど滅亡の危機にある。」とその被害の大きさを語っている。
魏帝・曹髦は洮西の敗戦を自らの不徳にあると詫び、放置されたままの遺骨の収容を命じ、死亡したり、捕らえられた将兵の家族を慰問させ、賦役を1年免除させた。
王基は司馬昭と語った時に、洮西の戦いを敵国の大勝の例として孫呉の東興の戦いと並べて論じており、その影響の大きさを見ることができる。
蜀では、この戦いの功績により姜維が大将軍に昇格した。またこの戦い以降、姜維の意に反対した張翼との仲が上手くいかなくなったが、姜維はいつも出撃に同行させ、また張翼も仕方なく遠征に加わっていた。
鄧艾はその戦果の大きさから姜維は再びやってくると予想し、その対策を怠らなかった。その結果、翌年の段谷の戦いにつながることになる。
また陳泰の後を継いだ司馬望が征西将軍・持節・都督雍涼二州諸軍事として赴任すると、防衛体制を見直して様々な手立てを行い、姜維の侵入する隙がなくなっていったという。